# Брежнев, Владимир Иосифович
Влади́мир Ио́сифович Бре́жнев (12 марта 1897, Двинск, Витебская губерния — 9 августа 1963, Москва) — советский военачальник, генерал-майор артиллерии (20.01.1943).

## Биография
Родился в 1897 году в городе Двинск, ныне город Даугавпилс в Латвии. Его отец был артиллерийским полковником, дед и прадед — генералами русской армии.
В Первую мировую поручик артиллерии Брежнев воевал на Западном фронте (принимал участие в известной Нарочской операции 1916, где был контужен), затем на Юго-Западном и Румынском фронтах.
В РККА с апреля 1918 года, участвует в боях против Колчака и банд Семенова.
В 1921 году его в составе экспедиционного корпуса отправили на помощь Монгольской революции, где он командовал артиллерийским полком, а Константин Рокоссовский — кавалерийским. Именно к Брежневу доставили пленного барона Унгерна его артиллерийские разведчики. После того, как войска барона Унгерна были разгромлены, Брежнев в должности командующего артиллерией находился в Кяхте. Совместно с супругой Сухэ-Батора, Янжимой и маршалом Монгольской Народной Республики Хорлогийн Чойбалсаном он отвечал за вооружение и снабжение монгольской армии.
После Гражданской Брежнев продолжает командовать артиллерийским полком, учился в Военной академии РККА. В 1933 году при выпуске из академии награждён револьвером начальником Борисом Михайловичем Шапошниковым. До лета 1938 года служит начальником штаба Рязанского артиллерийского училища.
В июне 1938 года полковника Брежнева увольняют в запас по статье 43 п. «б», в феврале 1939 года он арестован. Сидел в Рязанской тюрьме. В 1939-м арестовали все руководство Рязанского училища. В основном это были бывшие офицеры-фронтовики старой армии, по национальности, в основном, — эстонцы и латыши. В феврале 1940 года расстреляли Ежова, затем после провала первого наступления в Зимней войне с белофиннами Сталин приказал Берии освободить часть арестованных командиров, прежде всего тех, кому ещё не был вынесен приговор по 58-й статье.
В марте 1940 года Брежнев был освобождён, восстановлен в звании и назначен на должность преподавателя тактики в Артиллерийской академии имени Дзержинского в Москве.
В Великой Отечественной войне полковник Брежнев с первых дней — начальник артиллерии 245-й стрелковой дивизии, затем — заместитель командующего артиллерией 34-й армии. Участвовал в оборонительных боях начального периода, выходил из окружения вместе с другими, обескровленными в боях, частями 34-й армии.
В декабре 1941 года возглавил штаб артиллерии 34-й армии, а с февраля 1942-го по июнь 1943 года руководил штабом артиллерии Северо-Западного фронта. Участвовал в разработке артиллерийского обеспечения всех операций «Демянского котла» и последующего поражения немцев в этом районе силами 11, 27, 34, 53 и 1-й ударной армий. Член ВКП(б) с 1942 года.
В дальнейшем — командующий артиллерией 7-й армии.
В конце войны гвардии генерал-майор артиллерии Брежнев был назначен заместителем командующего войсками — командующим артиллерией в 9-ю гвардейскую армию, в составе которой участвовал в освобождении Венгрии и Австрии.
После войны — начальник кафедры артиллерии в Военной академии имени М. В. Фрунзе. В декабре 1955 года вышел в отставку.
В 1963 году умер от тяжелой болезни в московском военном госпитале в Лефортове. Похоронен на Введенском кладбище (11 уч.).
Брежнев Владимир Иосифович является дедом по материнской линии бывшего председателя Центральной избирательной комиссии Российской Федерации В. Е. Чурова.

## Награды

### СССР
- орден Ленина (21.02.1945)
- два ордена Красного Знамени (03.11.1944, 1949)
- орден Кутузова I степени[3] (28.04.1945)
- орден Суворова II степени[4] (12.07.1944)
- орден Красной Звезды (ХХ.01.1943)
  - Медали, в том числе:
  - «XX лет Рабоче-Крестьянской Красной Армии» (1938)
  - «За оборону Советского Заполярья»
  - «За Победу над Германией в Великой Отечественной войне 1941—1945 гг.»
  - «За взятие Будапешта»
  - «За взятие Вены»

Приказы (благодарности) Верховного Главнокомандующего, в которых отмечен Брежнев В. И.
- За форсирование реки Свирь на всем фронте от Онежского озера до Ладожского озера, прорыв сильно укрепленной обороны противника и продвижение вперед в течение трёх дней наступательных боев от 20 до 30 километров, занятие более 200 населенных пунктов, среди которых: Подпорожье, Свирьстрой, Вознесенье, Михайловская, Мегрозеро, Печная Сельга, Бережная, Микентьева. 24 июня 1944 года № 114.
- За отражение атаки одиннадцати танковых дивизий немцев юго-западнее Будапешта, переход в наступление, разгром танковой группы немцев и овладение городами Секешфехервар, Мор, Зирез, Веспрем, Эньинг. 24 марта 1945 года. № 306.
- За овладение городами Папа и Девечер — крупными узлами дорог и сильными опорными пунктами обороны немцев, прикрывающими пути к границам Австрии. 26 марта 1945 года. № 311.
- За форсирование реки Раба, овладение городами Чорно и Шарвар — важными узлами железных дорог и сильными опорными пунктами обороны немцев, прикрывающими пути к границам Австрии. 28 марта 1945 года. № 314.
- За овладение городами и важными узлами дорог Сомбатель, Капувар, захват города Кесег и выход на австрийскую границу. 29 марта 1945 года. № 316.
- За овладение на территории Австрии промышленным городом и крупным железнодорожным узлом Винер-Нойштадт и городами Эйзенштадт, Неункирхен, Глоггнитц — важными опорными пунктами обороны немцев на подступах к Вене. 3 апреля 1945 года. № 328.
- За овладение столицей Австрии городом Вена — стратегически важным узлом обороны немцев, прикрывающим пути к южным районам Германии. 13 апреля 1945 года. № 334.
- За овладение на территории Австрии городом Санкт-Пёльтен — важным узлом дорог и сильным опорным пунктом обороны немцев на реке Трайзен. 15 апреля 1945 года. № 336.

### Иностранные награды
- орден Красного Знамени (МНР, 1961)
- орден Заслуг Венгерской Народной Республики (ВНР)
- Памятный знак «Участнику боёв у Халхин-Гола» (МНР, 1942)[6]